# Italian Open 2000 (теніс)
Italian Open 2000 також відомий як Rome Masters 2000[джерело?] — тенісний турнір, що проходив на відкритих кортах з ґрунтовим покриттям. Це був 57-й турнір Відкритий чемпіонат Італії. Належав до серії ATP Masters в рамках Туру ATP 2000, а також до серії Tier I в рамках Туру WTA 2000. І чоловічі, і жіночі змагання відбулись на Foro Italico в Римі (Італія). Чоловічий турнір тривав з 8 до 14 травня, а жіночий - з 15 до 21 травня 2000 року.

## Фінальна частина

### Одиночний розряд, чоловіки
Магнус Норман —  Густаво Куертен 6–3, 4–6, 6–4, 6–4
- Для Нормана це був 2-й титул за сезон і 9-й - за кар'єру. Це був його 1-й титул Мастерс.

### Одиночний розряд, жінки
Моніка Селеш —  Амелі Моресмо 6–2, 7–6
- Для Селеш це був 3-й титул за сезон і 47-й — за кар'єру. Це був її 1-й титул Tier I за сезон і 9-й — за кар'єру.

### Парний розряд, чоловіки
Мартін Дамм /  Домінік Грбатий —  Вейн Феррейра /  Євген Кафельников 6–4, 3–6, 6–4

### Парний розряд, жінки
Ліза Реймонд /  Ренне Стаббс —  Аранча Санчес Вікаріо /  Магі Серна 6–3, 4–6, 6–2